# Poecilocampinae
Sous-famille
La sous-famille des Poecilocampinae regroupe des insectes lépidoptères de la famille des Lasiocampidae.

## Systématique
La sous-famille des Poecilocampinae a été décrite par l'entomologiste britannique James William Tutt  en 1902.

## Synonymie
- Trichiurinae Tutt, 1902 (synonymie par Zolotuhin et al., 2012: 545)
- Macromphaliinae Franclemont, 1973 (synonymie par Zolotuhin et al., 2012: 545)

## Taxinomie
Liste des tribus et genres
- Tribu des Macromphaliini

Apotolype
Artace
Euglyphis
Hypopacha
Labedera
Macromphalia
Mesera
Nesara
Titya
Tolype
Tytocha
- Tribu des Poecilocampini

Poecilocampa Stephens, 1828
Trichiura Stephens, 1828

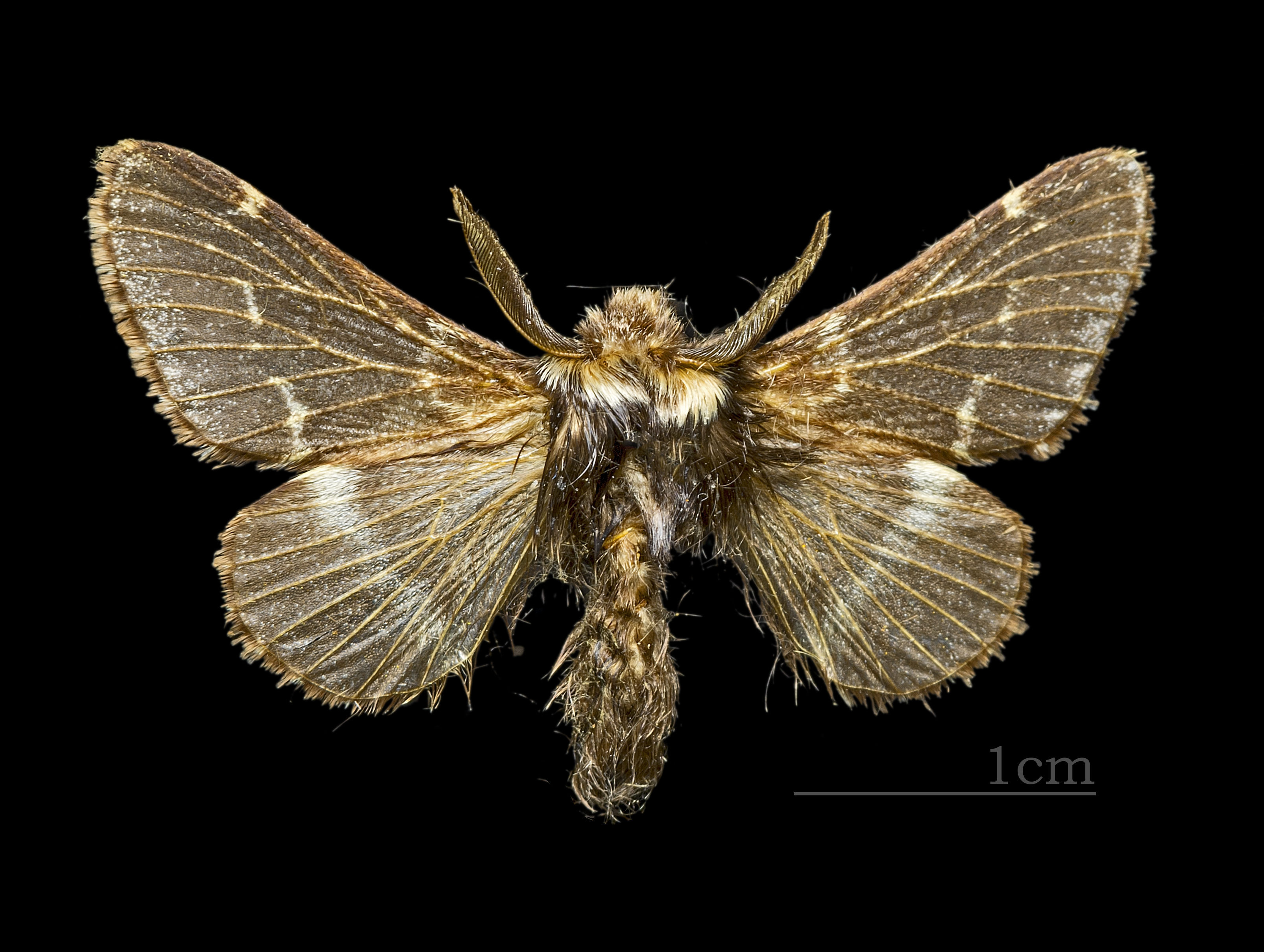
Poecilocampa populi
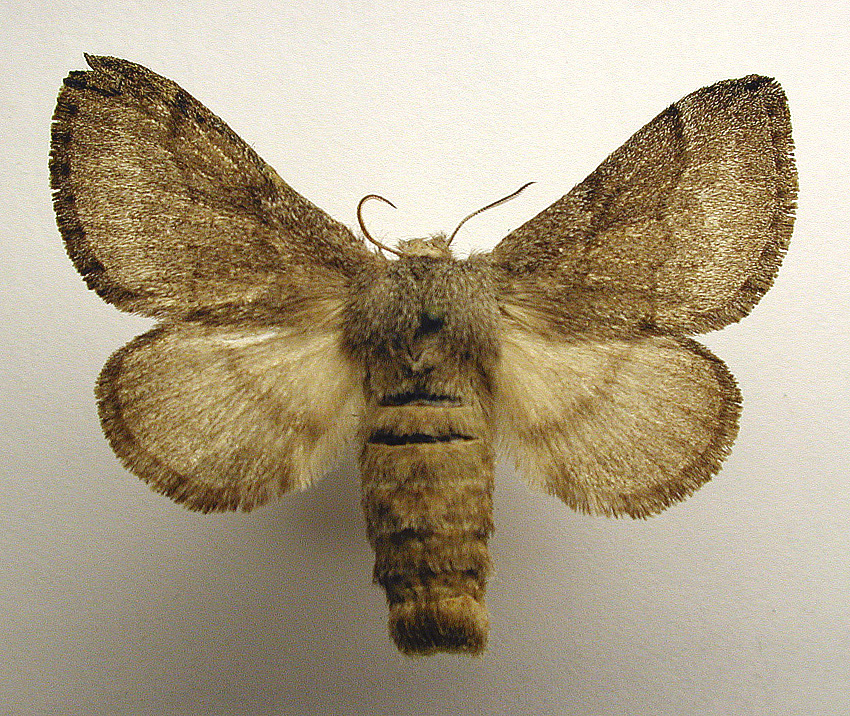
Trichiura crataegi